# Убить Зои
«Убить Зои» (англ. Killing Zoe) — кинофильм 1994 года, снятый режиссёром Роджером Эвери по собственному сценарию. Одним из исполнительных продюсеров ленты является известный режиссёр, продюсер, автор сценариев и актёр Квентин Тарантино.

## Сюжет
Зед (Эрик Штольц), профессиональный «медвежатник», приезжает в Париж помочь другу детства Эрику (Жан-Юг Англад) ограбить банк.
В такси по пути в отель водитель заказывает для него проститутку. Вскоре после прибытия его в номер к нему приходит «девушка по вызову» Зои (Жюли Дельпи), которая рассказывает кое-что о себе, в частности о том, что она изучает искусство и что у неё «очень скучная» дневная работа. После секса они по-дружески болтают между собой, а затем засыпают. Однако их грёзы вскоре прерываются вторгшимся Эриком, который грубо выгоняет Зои из комнаты, чтобы они вдвоём с Зедом смогли подготовиться к предстоящему им делу. Эрик привозит Зеда в свою квартиру, где знакомит его с другими участниками предстоящего ограбления — Франсуа, Жаном, Рикардо, Клодом и британцем Оливером. Затем Эрик посвящает своего друга в детали ограбления, которое должно состояться уже завтра. Зед, как профессионал говорит, что не уверен, что стоит так торопиться, однако Эрик убеждает его в обратном. Оставшуюся ночь компания проводит в пьяном и наркотическом угаре, втянув в него Зеда.
На следующее утро Эрик будит Зеда и они едут в банк. При входе Рикардо убивает охранника (эпизодическая роль известного порноактёра Рона Джереми), Зед, Эрик и Оливер берут в заложники менеджера и спускаются в хранилище, остальные остаются с заложниками, среди которых оказывается Зои. Внизу, возле сейфа, вышедший из себя Эрик, убивает менеджера  и его помощницу, пытаясь заставить их открыть сейф, несмотря на протесты Зеда. Постепенно ограбление выходит из под контроля. К банку постепенно стягиваются полицейские, один из охранников банка достав спрятанный пистолет, убивает Рикардо (из за чего Оливер убивает несколько заложников), а Эрик, в очередном наркоманском угаре,не желая вести переговоры, убивает заложника. В конечном итоге Эрик узнав среди заложников Зои решает убить и её, но Зед заступается за нее. Эрик говорит, что разочарован поведением Зеда, ибо нельзя шлюхе становиться между мужской дружбой. Он режет ножом щеку Зеда и скидывает его в лестничный проём. В этот же момент полиция начинает штурм, закидывая помещение газовыми гранатами. Начинается паника и Зои убегает в подвал. Там она встречает окровавленного Зеда и ведёт его в безопасное место, но они наталкиваются на Эрика. Между Зедом и Эриком начинается драка, во время которой появляется истекающий кровью Оливер, но он тут же падает на пол. Эрик забирает у мёртвого Оливера дробовик и наставляет на Зеда. В помещение тут же вваливается спецназ и требует Эрика бросить оружие. Эрик прощается с Зедом и нажимает на курок, но в дробовике кончились патроны. В ту же секунду спецназовцы расстреливают Эрика. Раненого Зеда выводит из банка Зои, которая говорит полиции, что это один из клиентов банка. Они уезжают на её машине и Зои обещает Зеду, что когда тот поправится, она покажет ему настоящий Париж.

## В ролях
- Эрик Штольц — Зед
- Жюли Дельпи — Зои
- Жан-Юг Англад — Эрик
- Тай Тхай[англ.] — Франсуа
- Брюс Рэмси — Рикардо
- Карио Сэлем[англ.] — Жан
- Сальватор Ксереб[англ.] — Клод
- Гэри Кемп[англ.] — Оливер
- Сесилия Пек — Мартина
- Рон Джереми — консьерж банка
- Кимберли Бек — покупательница (клиентка)[2]

## Съёмочная группа
- Сценарист и режиссёр: Роджер Эвери
- Продюсер: Самуэль Хадида[англ.]
- Исполнительные продюсеры:
  - Квентин Тарантино
  - Лоуренс Бендер
  - Бека Босс
- Оператор: Том Ричмонд[англ.]
- Художник: Дэвид Уоско (David Wasco)
- Художник по костюмам: Мэри Клэр Ханнан (Mary Claire Hannan)
- Подбор актёров: Рик Монтгомери (Rick Montgomery)
- Монтажер: Кэтрин Химофф (Kathryn Himoff)
- Композитор: томэндэнди[англ.]

## Съёмки
Сюжет и некоторые элементы повествования «Убить Зои» явно заимствованы из фильма «Настоящая любовь», авторами сценария которого был тандем Тарантино — Эвери. Например, диалог между главными героями, когда они лежат в постели, и девушка обижается на то, что он её назвал проституткой, а ведь она-то девушка по вызову. Также, после резни в финале, Зои тащит на себе израненного Зеда.
Хоть действия и происходят в Париже, почти всё происходящее снято в США.